# 薩布羅薩
薩布羅薩（葡萄牙語：Sabrosa，葡萄牙語發音：[sɐˈβɾɔzɐ] ⓘ）是葡萄牙雷亞爾城區的市镇，位於該國北部，始建於1836年，面積156.92平方公里，2011年人口6,361，人口密度每平方公里40.54人。

## 历史

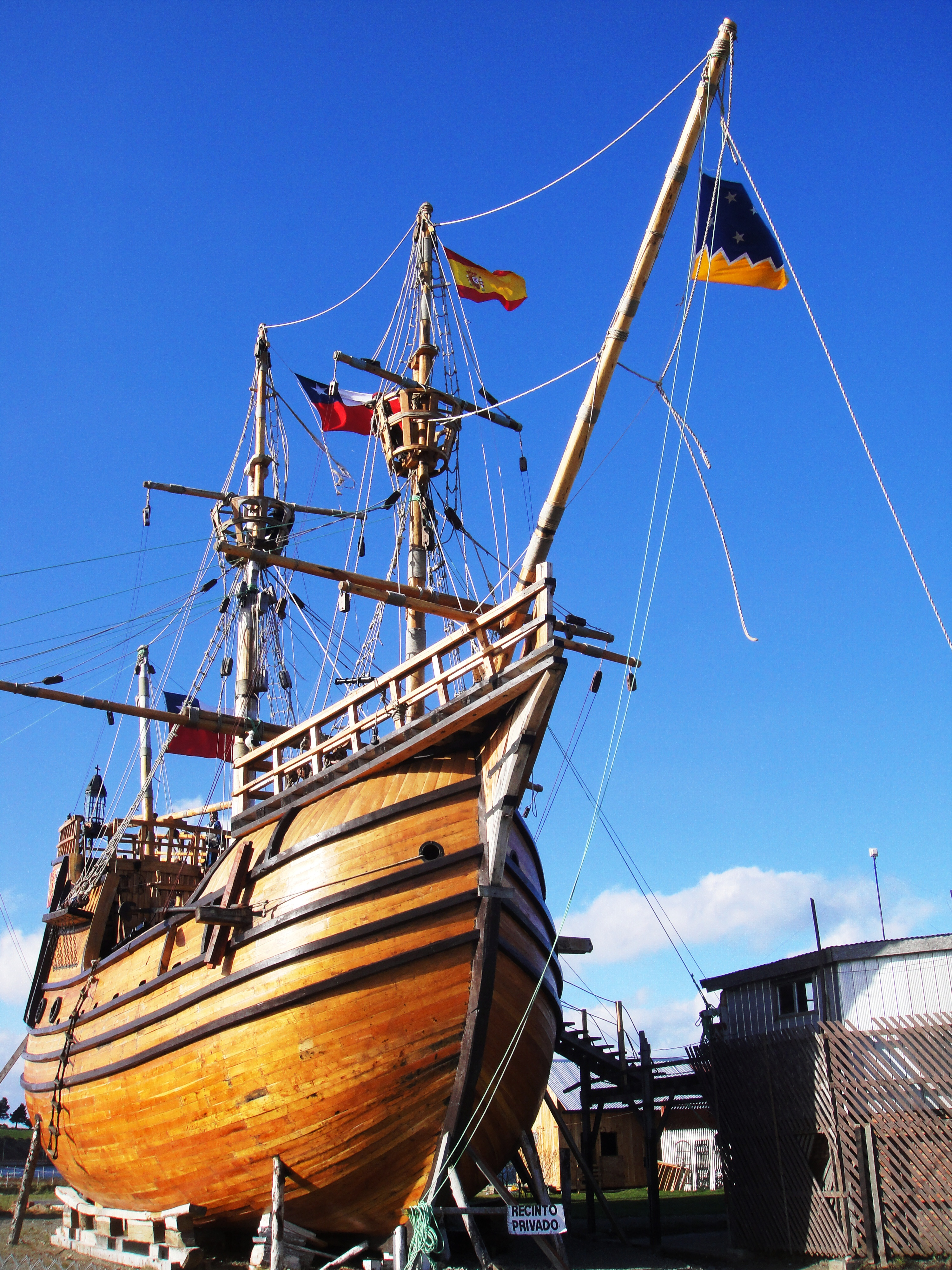
航海家麦哲伦的維多利亞號的复制品,现在是维多利亚号博物馆，位于蓬塔阿雷纳斯

尽管这个市镇成立于1836年11月6日，但该地区的历史可以根据生活在该地区的不同部落和群体所留下来的的遗迹，可以追溯到史前时期。在这一时期，古代新石器时代的部落建造了墓葬结构，例如在Serra da Padrela (Arca)的Mamoa 1 de Madorras，就是一个纪念性的，并且保存完好的坟墓。

## 名人
著名航海家麦哲伦出生於萨布罗萨。